# Kirchdorf an der Iller
Pour les articles homonymes, voir Kirchdorf.
Kirchdorf an der Iller est une commune de Bade-Wurtemberg (Allemagne), située dans l'arrondissement de Biberach, dans la région Donau-Iller, dans le district de Tübingen.

## Économie
L'une des usines de Liebherr, dans laquelle sont fabriquées des pelles à pneus, se trouve dans la commune.

## Personnalités liées à la commune
- Hans Liebherr